# 塔尔玛乡
塔尔玛乡（藏語：ཐར་མ་），是中华人民共和国西藏自治区那曲市申扎县下辖的一个乡镇级行政单位。

## 行政区划
塔尔玛乡下辖以下地区：
贡西村、江姆村、多琼村、朗泽村、查日村、格码村、色地村、曲岗广村、达龙村、杂日村、隆桑村、如卡村、娘仓村和金东村。